# یواس‌سی و جی‌اس ماریندین
یواس‌سی و جی‌اس ماریندین (به انگلیسی: USC&GS Marindin) یک کشتی است که طول آن ۶۰ فوت (۱۸ متر) می‌باشد. این کشتی در سال ۱۹۱۹ ساخته شد.